# German Coast
German Coast (fr. Côte des Allemands) – region historyczny w Luizjanie, położony powyżej Nowego Orleanu, w górę rzeki Missisipi, w rejonie Hahnville, Edgard i Convent. Cztery założone wówczas na wybrzeżu osady nosiły nazwy Karlstein, Hoffen, Meriental i Augsburg.
Większość osadników pochodziła z Nadrenii, niemieckojęzycznych kantonów Szwajcarii oraz Alzacji i Lotaryngii.
W 1768 roku, wspólnie z francuskimi osadnikami z Acadii, Niemcy zorganizowali wyprawę na Nowy Orlean i obalili hiszpańskiego gubernatora Antonio de Ulloa. Później, pod wodzą kolejnego hiszpańskiego gubernatora, Bernardo de Gálveza, walczyli przeciw Wielkiej Brytanii w czasie rewolucji amerykańskiej.
W regionie German Coast miało miejsce największe w historii USA powstanie niewolników, tzw. powstanie w German Coast. Jego wodzem był wolny czarnoskóry z Haiti, Charles Deslondes, który na czele ponad 200 niewolników z plantacji ruszył na Nowy Orlean. Słabe uzbrojenie powstańców spowodowało, że zostali pokonani, 95 z nich zginęło w walce z siłami białej samoobrony lub w egzekucjach.
W czasie I wojny światowej władze stanu zakazały używania języka niemieckiego i okazywania wszelkich przejawów niemieckiej kultury.